# Lintneria xantus
Lintneria xantus là một loài bướm đêm thuộc họ Sphingidae. Loài này có ở Baja California và tây bắc México.
Sải cánh dài khoảng 90 mm. Nó tương tự như Lintneria istar nhưng nhỏ hơn. Ấu trùng có thể ăn Lamiaceae (như là Salvia, Mentha, Monarda và Hyptis), Hydrophylloideae (như là Wigandia) và Verbenaceae (như là Verbena và Lantana).